# Saribus rotundifolius
Espèce
Synonymes
- Corypha rotundifolia  Lam.
- Licuala rotundifolia  (Lam.) Blume
- Livistona altissima  Zoll.
- Livistona microcarpa  Becc.
- Livistona mindorensis  Becc.
- Livistona robinsoniana  Becc.
- Livistona rotundifolia   (Lam.) Mart. [1]

Saribus rotundifolius, également connu sous le nom de palmier repose-pieds (en Anglais «footstool palm», a cause du bas de son stipe) , , , est une espèce de plantes de la famille des Arecaceae (palmiers).
C'est un palmier éventail commun que l'on trouve en Asie du Sud-Est . C'est un membre du genre Saribus , .

## Noms communs
On l'appelle anáhaw ou luyong en philippin. En malais, le palmier est connu sous le nom de serdang daun bulat .

## Taxonomie
Saribus rotundifolius a été décrit pour la première fois comme Corypha rotundifolia par le français Jean-Baptiste Lamarck en 1786. Il a été déplacé vers le genre Saribus par le botaniste germano-néerlandais Carl Ludwig Blume dans une publication publiée en 1838 ou 1839. Cette décision n'a généralement pas été acceptée par les autres sur le terrain. En 2011, après des recherches ADN, la reclassification du genre Livistona au genre ressuscité Saribus était officielle, . L'épithète générique Saribus vient d'un nom local dans l'une des langues Maluku, tel qu'enregistré par les Néerlandais, sariboe . L'épithète spécifique signifie « à feuilles rondes » en latin .

## Description
Saribus rotundifolius est un palmier éventail  (à feuille palmées)  hermaphrodite. Le palmier est persistant, dressé et ne pousse qu'avec un seul tronc ("solitaire"). Il pousse à une hauteur allant de 15 à 25 mètres, exceptionnellement jusqu'à 45 mètres de hauteur, et une épaisseur de 15 à 25 cm de diamètre à hauteur de poitrine , . Son tronc est lisse et droit avec des anneaux peu profonds de cicatrices foliaires. Le tronc est plutôt massif et effilé. Il pousse généralement à 18 m de haut, mais peut rarement atteindre 27 m. Les jeunes arbres ont une cime verte. Cette espèce est rarement vue avec une bordure de feuilles mortes tombantes. Les gaines sont de couleur marron.
Les feuilles palmées-lobées sont disposées en spirale autour du tronc. Les pétioles sont longs, . La feuille entière mesure environ 1,2 mètre de long. Le limbe est entier en son centre, et de contour presque rond. Il est régulièrement divisé à environ la moitié de la longueur. Les segments de feuilles sont fourchus, mais pas profondément, à leurs extrémités. Les segments foliaires ont une nervure principale.
Les fleurs sont portées sur une inflorescence à long pédoncule, d'environ 0,9 à 1,2 mètre de long. Les fleurs à trois pétales apparaissent en grappes.
Le fruit est une drupe charnue . Il mesure environ 2 cm de diamètre, , assez rond, et se colore en rouge brique à mesure qu'il mûrit, devenant finalement noir à maturité, .

## Distribution
Le palmier est originaire de Sulawesi et des îles Moluques en Indonésie et dans les Philippines. La distribution indigène s'étend de l'île de Banggi à Sabah, en Malaisie, au large de la pointe côtière nord-est de Bornéo à l'ouest, jusqu'aux îles Raja Ampat près de Maluku, au large de la pointe nord-ouest de la péninsule de Bird's Head dans la province de Papouasie occidentale en Indonésie. l'est. Sa distribution indigène la plus septentrionale se trouve aux Philippines, . Il est abondant dans toutes les Philippines. Il a été introduit dans la nature à Java, dans les petites îles de la Sonde, en Malaisie péninsulaire et à Trinité-et-Tobago. Il a également été introduit en Inde.
À Java, il est présent dans l'ouest et le centre-est de l'île. On le trouve généralement sous forme de plante cultivée, mais déjà dans les années 1960 à certains endroits, il s'est échappé dans la nature, devenant localement très nombreux.

## Écologie
Les chenilles de lépidoptères des espèces Suastus gremius et Elymnias hypermnestra ont été signalées utilisant Saribus rotundifolius comme plante hôte. L'arbre ne fleurit qu'une fois devenu très vieux. Ses fleurs sont pollinisées par les abeilles.

## Usages
Saribus rotundifolius peut être cultivé dans les zones tropicales humides. C'est une plante paysagère commune aux Philippines, et a été largement cultivée en Malaisie péninsulaire, à Singapour, à Java et ailleurs, pendant longtemps, , . Les fruits sont assez attrayants. Il est cultivé comme plante ornementale dans toute la Colombie.
Les feuilles sont utilisées pour recouvrir les toits de chaume et emballer les aliments. La surexploitation des feuilles des plantes entraîne une réduction de la taille des feuilles. Les feuilles poussent plus vite après la récolte mais ont tendance à être plus petites.
Le feuillage du Saribus rotundifolius est la feuille nationale non officielle des Philippines .

## Galerie

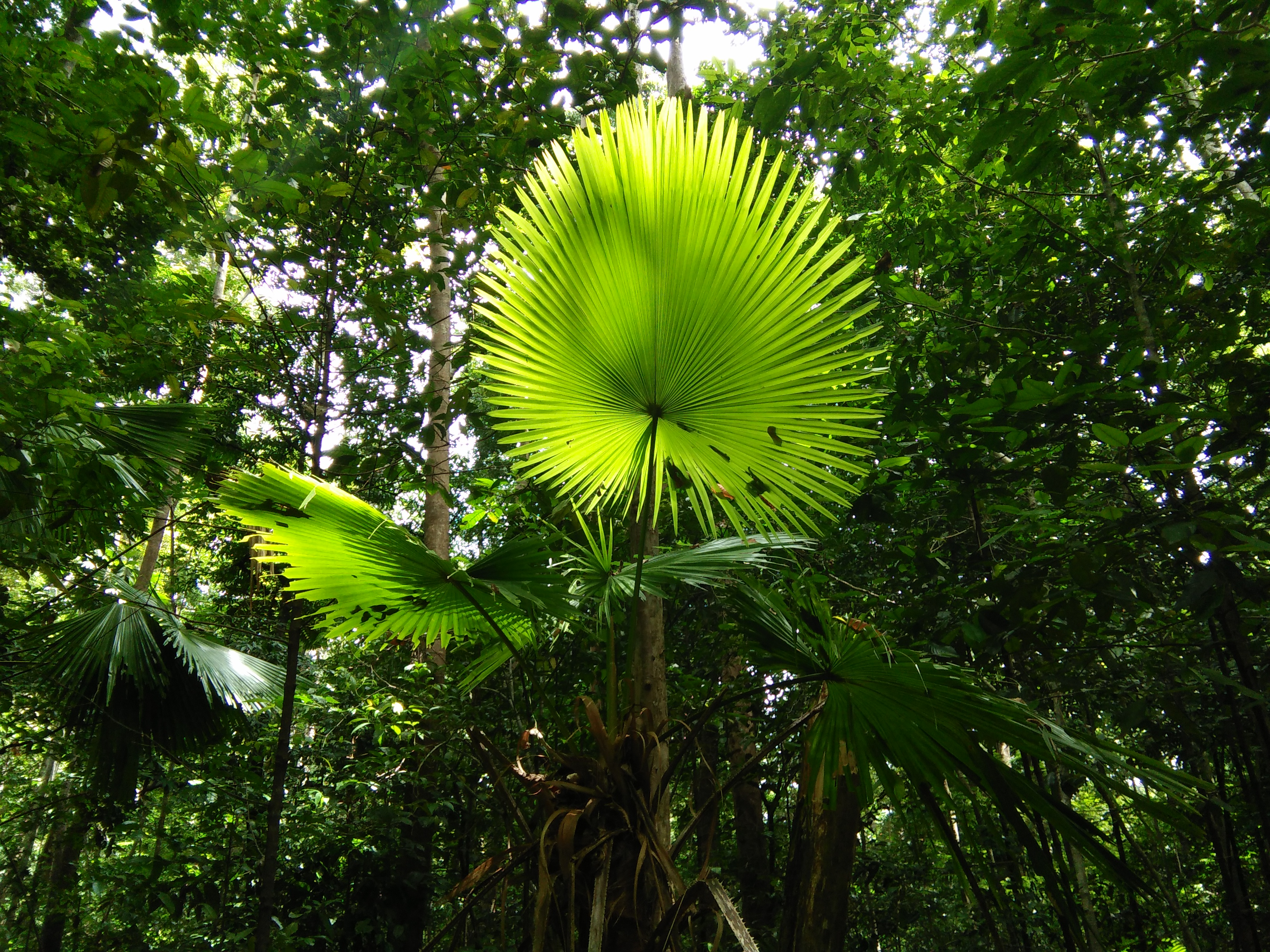
Palmier Saribus rotundifolius dans le sous-étage forestier de la réserve naturelle de Tangkoko, Sulawesi
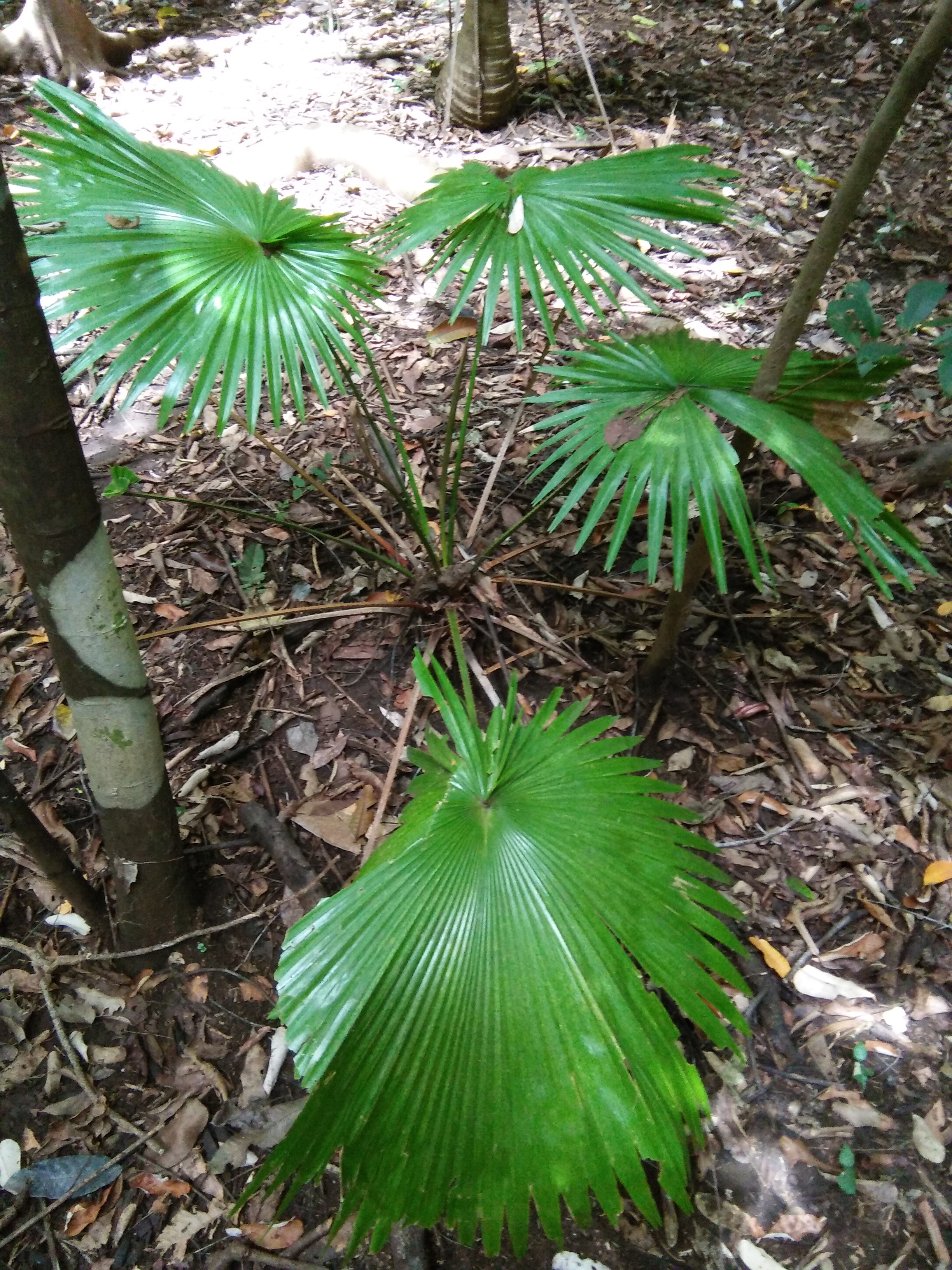
Saribus rotundifolius in situ dans la réserve naturelle de Tangkoko, Sulawesi
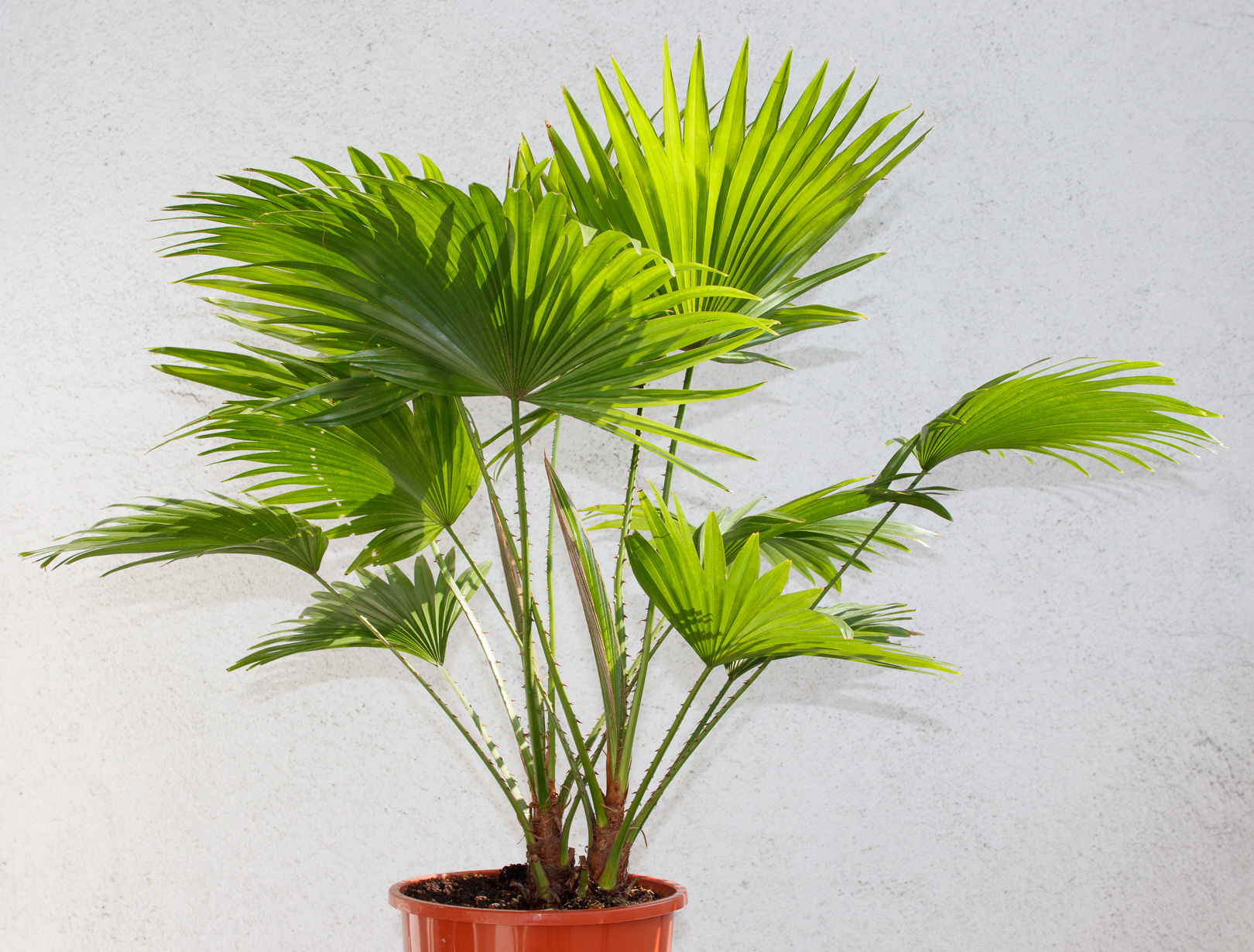
Saribus rotundifolius en pot (couramment presenté sous le nom de Livistona rotundifolia)
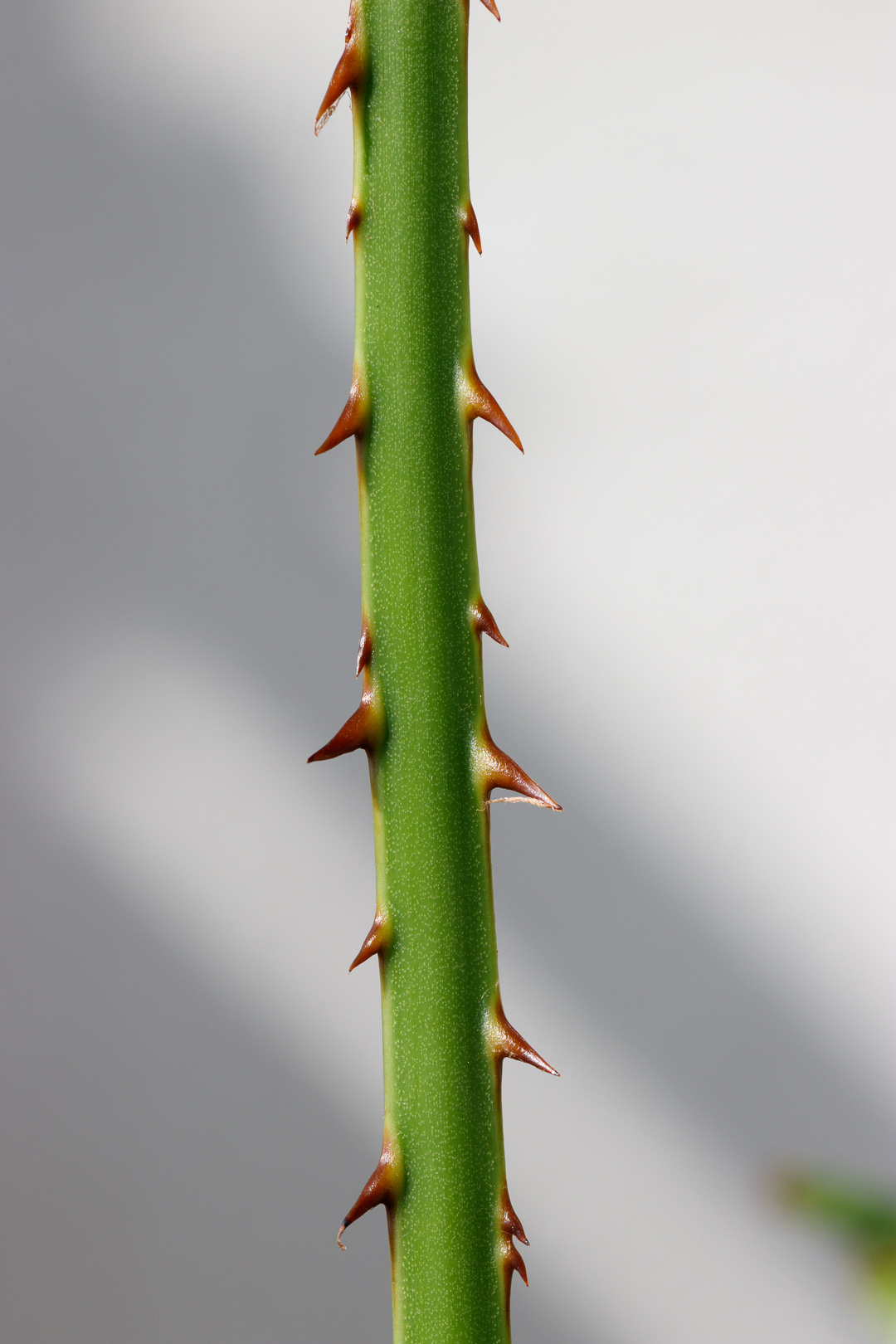
Épines sur les bords du pétiole d'un jeune plant de Saribus rotundifolius
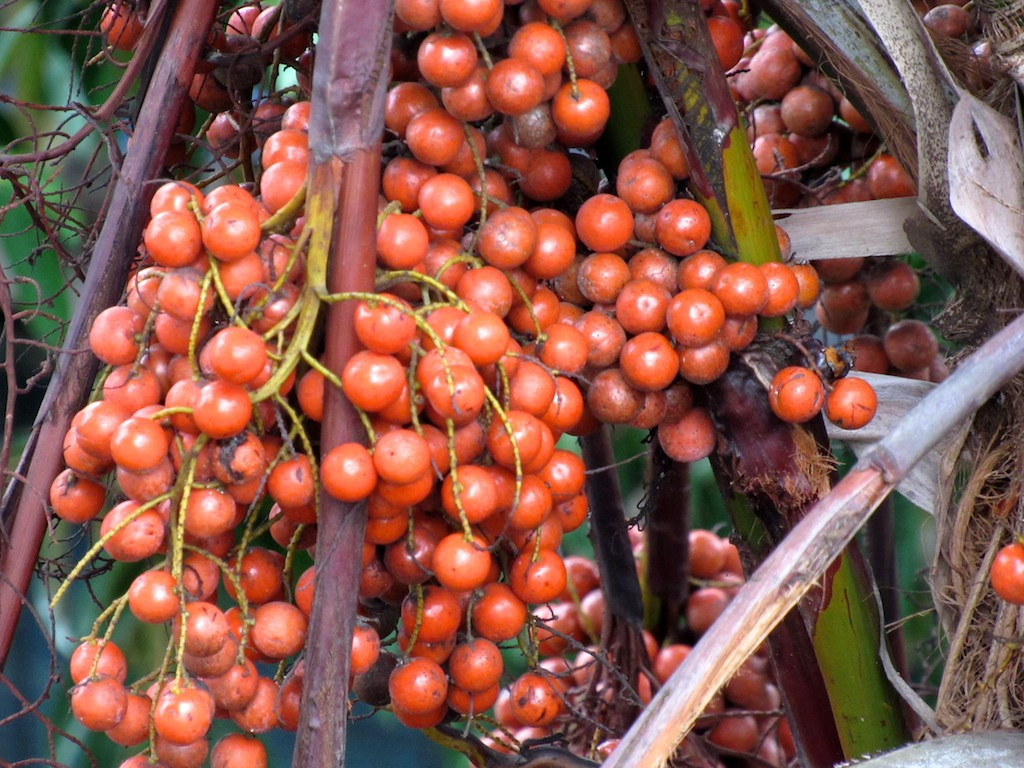
Saribus rotundifolius en développement de fruits
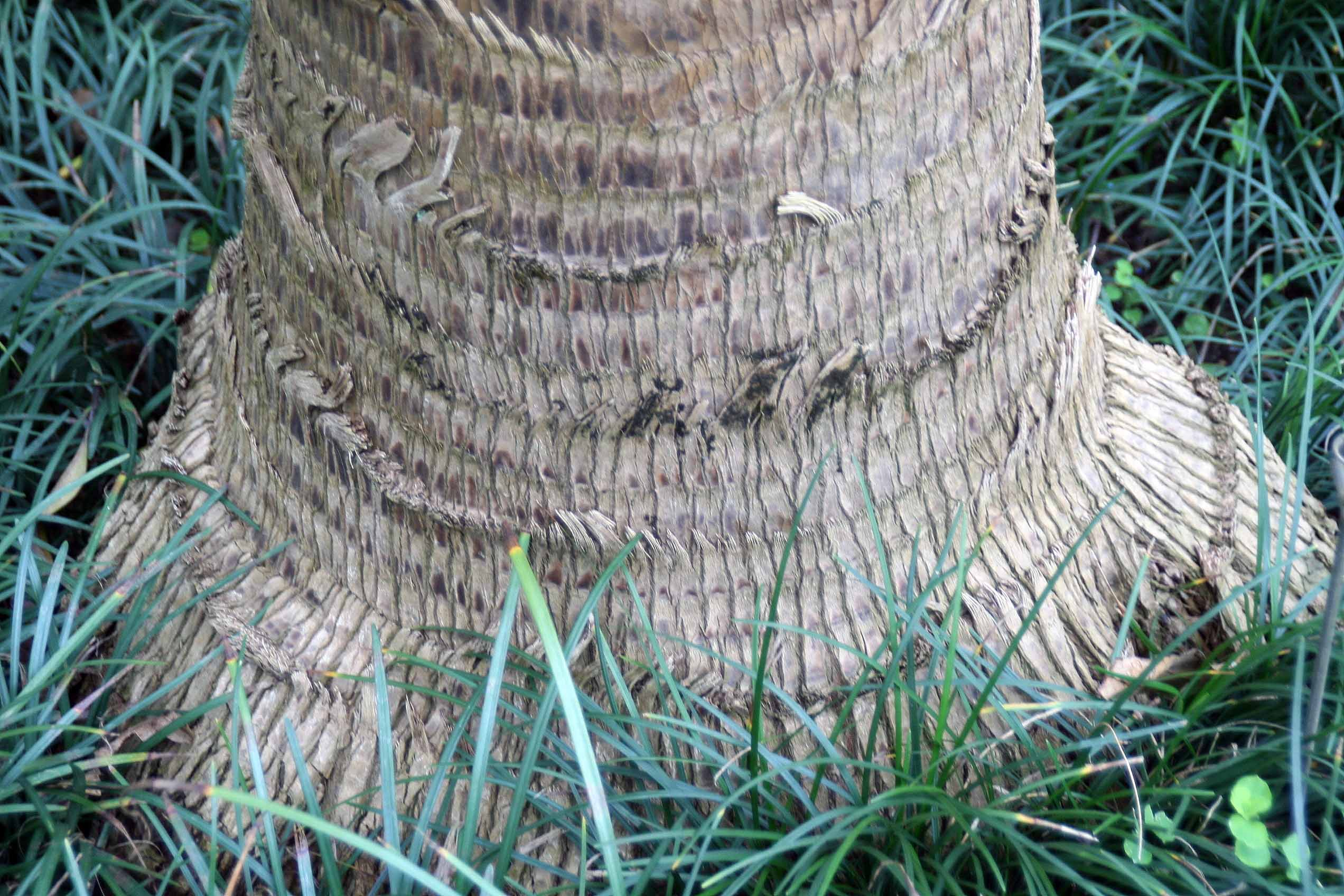
Base du tronc dans Fairchild Tropical Botanic Garden, Miami
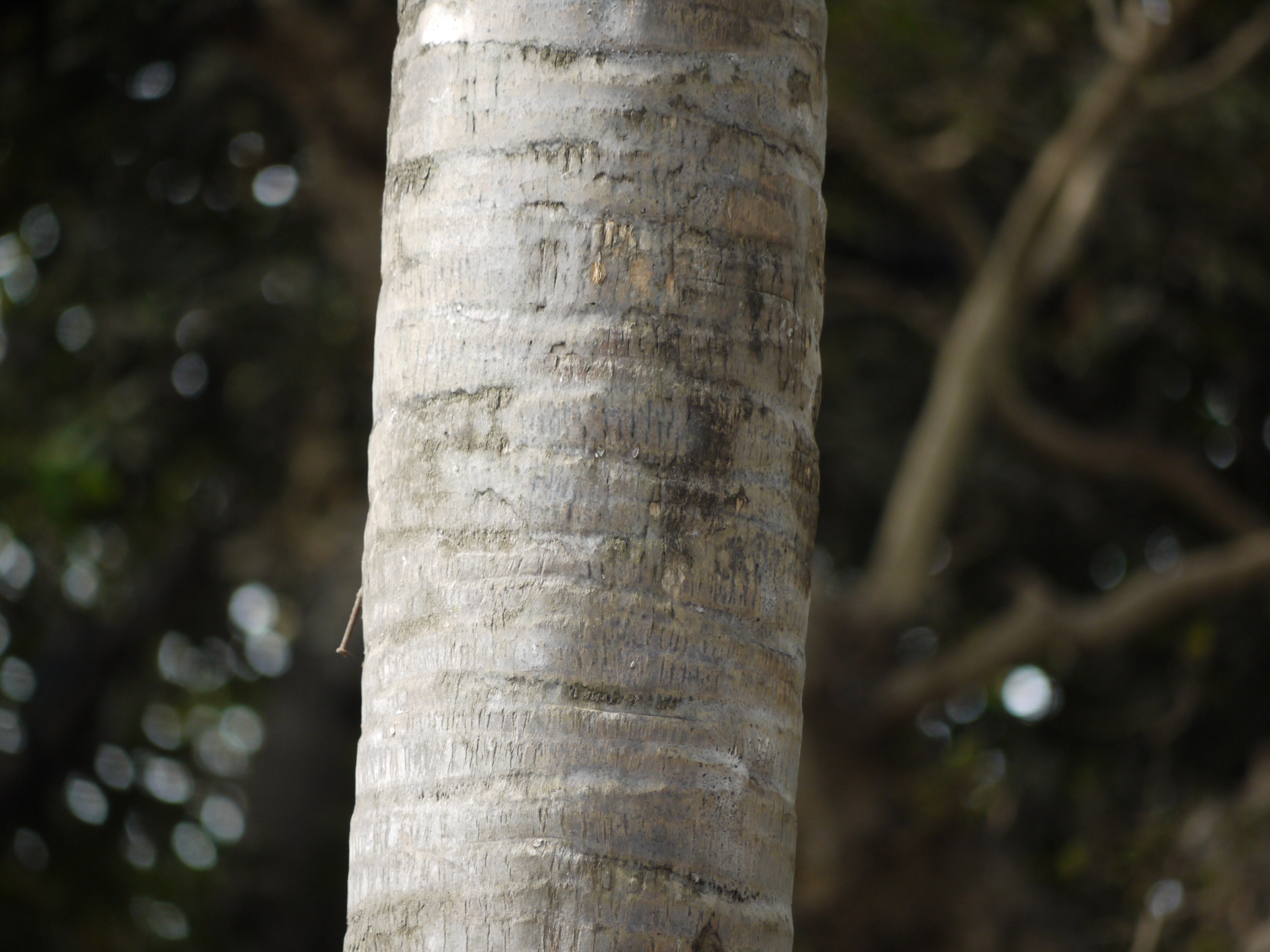
Tronc présentant des cicatrices foliaires en Inde
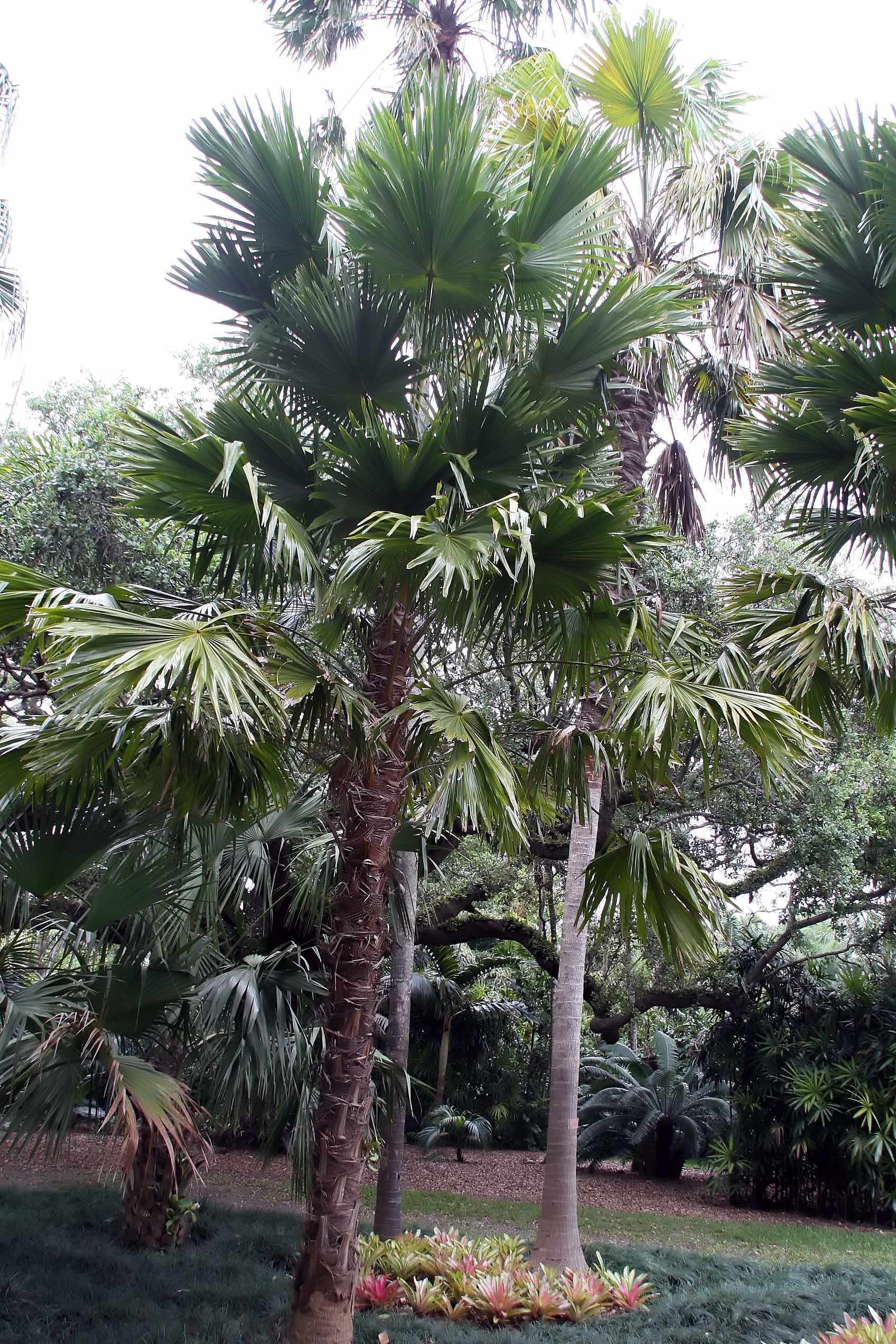
Cependant, le tronc est couvert de bases de feuilles persistantes pendant une longue période
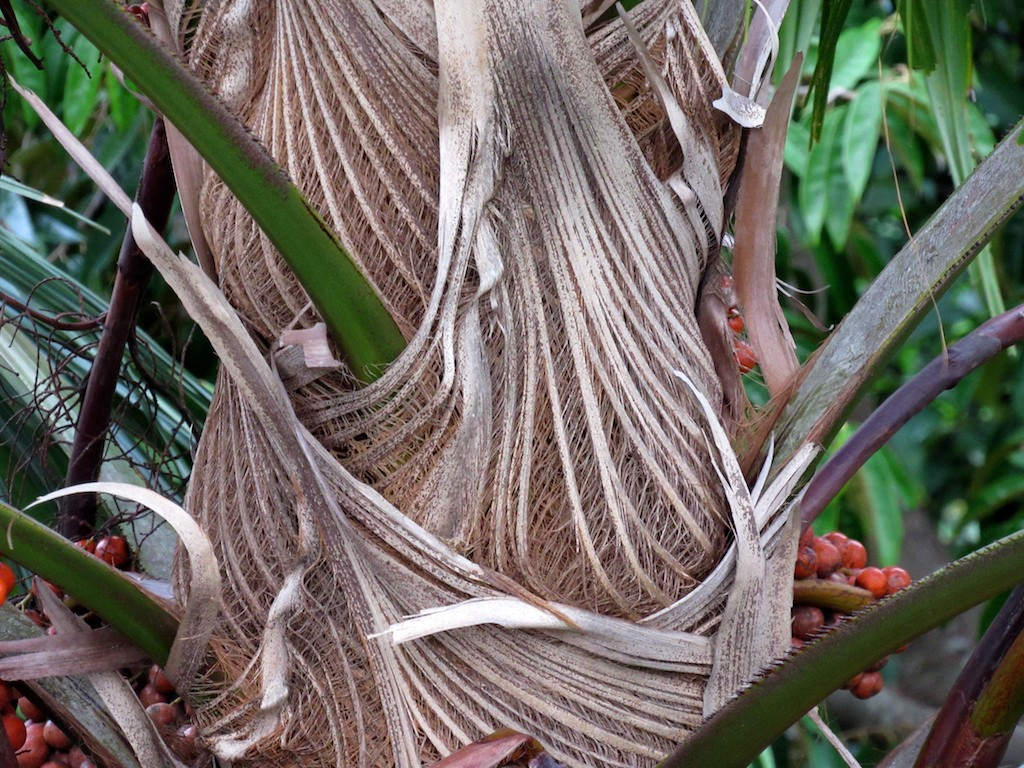
La fronde qui se désintègre repose sur le tronc du palmier

## Préservation
Cette espèce végétale est maintenant commune et, dans la liste rouge de l'UICN , a été classée 'moins préoccupante' .